# Václav Girsa (malíř)
Václav Girsa (6. říjen 1969 Praha) je český malíř a hudebník.

## Život
Václav Girsa vyrůstal v Praze v rodině památkáře a architekta Václava Girsy. Během 2. poloviny 80. let působil v punkových formacích P. S., Kritická situace a Střešovická kramle. První výtvarné výstavy uspořádal na sklonku 90. let a v roce 2001 začal studovat na Akademii výtvarných umění v Praze. Absolvoval ji roku 2007 v ateliéru Vladimíra Skrepla.
Vedle dlouhé řady samostatných výstav byl přizván k účasti na Mezinárodním bienále současného umění v Národní galerii Praha (2005 a 2011), Prague Biennale (2003 a 2013) nebo na Nový zlínský salón (2011 a 2014). Z kolektivních výstav lze jmenovat např. Hrubý domácí produkt v Galerii hlavního města Prahy, Na názvu jsme se neshodli v Galerii NoD v Praze či Novou trpělivost v pražském Mánesu (všechny 2007), Pavědu v Galerii NTK v Praze (2011), Kometu v pražské galerii Futura (2014), případně pětici rozsáhlých malířských výstav v brněnské Wannieck Gallery: Česká malba 1985–2005 (2005), CZ – SK Současná česká malba (2007), Crisscros (2008), Česká malba nultých let 21. století (2011) a Kostlivec v rajské omáčce (2013). První průřezovou výstavu Girsovi uspořádala v roce 2022 Galerie výtvarného umění v Chebu.
V roce 2011 Girsa obnovil hudební skupinu Střešovická kramle. Vedle pravidelného koncertního vystupování doposud vydala dvě dlouhohrající alba.
Žije střídavě v Praze a na lesní samotě v Orlických horách. Jeho partnerkou je kurátorka a teoretička současného umění Edith Jeřábková.

## Tvorba
Malířský projev Václava Girsy je převážně expresivní. Typická jsou pro něj však zejména střídání odlišných stylů a žánrů, a to včetně jejich důkladné kombinace na výstavách. Vedle impulzivně malovaných figurativních obrazů tak záměrně staví obrazy v duchu geometrické abstrakce, či krajinomalbu. Mnohdy se zcela záměrně přibližuje dětskému výtvarnému projevu.
Častými postavami jeho maleb jsou zvířata a nadpřirozené bytosti, lesní duchové a monstra. Náměty Girsových maleb ale vždy vycházejí z emocionálně silných zážitků, situací a fantazií. Girsovým cílem jako by v tomto směru bylo co nejlépe podchytit intenzitu těchto zážitků a vizí, jejich děsivou, případně komickou stránku.
Součástí jeho výstav jsou mnohdy objekty a instalace, mnohdy z nalezených materiálů, polen a odřezků dřeva, větví apod.

## Samostatné výstavy
- 2023 Hra o stromy. Galerie Výhybka, Milevsko (host výstavy Tomáše Hrůzy)
- 2022 Pes zastínil moje místo. Photoport, Bratislava
- 2022 Zloděj dřeva. Galerie Miroslava Kubíka, Litomyšl
- 2022 Backward Talking. Galerie výtvarného umění v Chebu
- 2020 Noc je temná jako hřích. Galerie města Trutnova
- 2019 Magmatic Laf. SVIT, Praha
- 2018 Co čert nechce, bába nedonosí. Galerie Dole, Ostrava
- 2017 Řecké fantazie. Galerie Pitevna, Brno
- 2015 Sestry držme se! České centrum Sofie
- 2015 Ano, chci vám vyčistit komíny… Prototyp, Praha
- 2014 Dotkni se ducha. Galerie Sam83, Česká Bříza
- 2014 Václav Girsa. Oblastní galerie Vysočiny, Galerie Alternativa, Jihlava
- 2014 Bratři, držme se. Moravská galerie v Brně, Pražákův palác, Brno
- 2013 Stavba povolena. Galerie 207, Praha
- 2013 Opravář zrcadel. Galerie bratří Špillarů, Domažlice
- 2013 Správci myšlenek. Make Up Gallery, Košice
- 2013 Vašek a Vašek. Entrance Gallery, Praha (s Václavem Stratilem)
- 2012 Ice on Staircase. Galerie výtvarného umění, Cheb
- 2012 Wirklich. Autocenter Berlin
- 2012 Říkám vám, je to pravda, ale. Galerie Kabinet T, Zlín
- 2012 Peklo pro Prahu 7. Berlínskej model, Praha
- 2012 Mark Ther a Ludwig, Oscar und Thomas? Galerie Václava Špály, Praha
- 2011 Heslo: Klín. Galerie Luxfer, Česká Skalice
- 2011 Zjara. Galerie D9, České Budějovice
- 2011 If You Dare. Galerie Ferdinanda Baumanna, Praha
- 2010 Yesterday Morning Tomorrow. Galerie za stěnou - Wannieck Gallery, Brno
- 2010 Jiří Kovanda, Václav Girsa. Galerie Josefa Jíry, Malá Skála
- 2010 První sníh. Galerie NoD, Praha
- 2010 Pes z Prahy. Galerie výtvarného umění v Náchodě
- 2009 Výstava roku. FaVU VUT, Brno, CZ (s Veronikou Slámovou a Václavem Stratilem)
- 2009 Line Up the Creatures Vem si pevnou obuv a teplou bundu. Galerie Jelení, Praha
- 2008 Václav Girsa. Galerie Provázek, Brno
- 2008 MZA COLA P. Trafo galerie, Praha
- 2008 Václav Nissan. Galerie Půda, Jihlava
- 2008 U podchodu. Obrazy z jednoho místa. Galerie Slavie, Náchod
- 2006 Výstava pro zvířata. Mravenčí hora, Český ráj (s Janou Kochánkovou)
- 2005 Výstava koček. etc. galerie, Praha
- 2005 The Hard Line In Democracy. Cross Club, Praha, CZ
- 2003 Krajiny. Café Galerie Hidden, Praha, CZ
- 2002 Poslední Show. Spejsovna, Praha (s Martinem Kubíčkem a Danielem Vlčkem)
- 1999 Václav Girsa. Wunderbar Gallery, Frankfurt
- 1998 Václav Girsa. Galerie Klika, Praha

## Diskografie
- 1986 Střešovická kramle: Piloti (demo)
- 2017 Střešovická kramle: After the Wedding (album)
- 2023 Střešovická kramle: 9 leknínů (album)